# Ramecourt (Vosges)
Ramecourt és un municipi francès, situat al departament dels Vosges i a la regió del Gran Est. L'any 2007 tenia 170 habitants.

## Demografia

### Població
El 2007 la població de fet de Ramecourt era de 170 persones. Hi havia 64 famílies, de les quals 12 eren unipersonals (12 homes vivint sols), 24 parelles sense fills, 20 parelles amb fills i 8 famílies monoparentals amb fills.
La població ha evolucionat segons el següent gràfic:
Habitants censats

### Habitatges
El 2007 hi havia 70 habitatges, 67 eren l'habitatge principal de la família i 3 estaven desocupats. 69 eren cases i 1 era un apartament. Dels 67 habitatges principals, 62 estaven ocupats pels seus propietaris i 5 estaven llogats i ocupats pels llogaters; 3 tenien tres cambres, 16 en tenien quatre i 48 en tenien cinc o més. 59 habitatges disposaven pel capbaix d'una plaça de pàrquing. A 25 habitatges hi havia un automòbil i a 33 n'hi havia dos o més.

### Piràmide de població
La piràmide de població per edats i sexe el 2009 era:
| Homes | Edats   | Dones |
| ----- | ------- | ----- |
| 0     | 95 o +  | 1     |
| 1     | 90 a 94 | 1     |
| 1     | 85 a 89 | 3     |
| 1     | 80 a 84 | 2     |
| 5     | 75 a 79 | 4     |
| 6     | 70 a 74 | 9     |
| 8     | 65 a 69 | 6     |
| 4     | 60 a 64 | 4     |
| 3     | 55 a 59 | 5     |
| 6     | 50 a 54 | 3     |
| 7     | 45 a 49 | 7     |
| 7     | 40 a 44 | 7     |
| 7     | 35 a 39 | 7     |
| 3     | 30 a 34 | 4     |
| 2     | 25 a 29 | 2     |
| 5     | 20 a 24 | 1     |
| 5     | 15 a 19 | 7     |
| 6     | 10 a 14 | 9     |
| 6     | 5 a 9   | 2     |
| 4     | 0 a 4   | 4     |

## Economia
El 2007 la població en edat de treballar era de 90 persones, 68 eren actives i 22 eren inactives. De les 68 persones actives 63 estaven ocupades (35 homes i 28 dones) i 5 estaven aturades (4 homes i 1 dona). De les 22 persones inactives 6 estaven jubilades, 7 estaven estudiant i 9 estaven classificades com a «altres inactius».

### Ingressos
El 2009 a Ramecourt hi havia 66 unitats fiscals que integraven 172 persones, la mediana anual d'ingressos fiscals per persona era de 17.735 €.

### Activitats econòmiques
L'únic establiment que hi havia el 2007 era d'una empresa de construcció.
L'únic servei als particulars que hi havia el 2009 era una lampisteria.
L'any 2000 a Ramecourt hi havia 5 explotacions agrícoles.

## Poblacions més properes
El següent diagrama mostra les poblacions més properes.